# 照明柱
照明柱（しょうめいちゅう）とは、街灯などの照明灯に使われる支柱の総称である。
遊歩道の足元灯（1m以下）から、空港のエプロン照明や高速道路SAの駐車帯照明のハイポール（20 - 40m）まである。材質は炭素鋼、コルテン鋼、ステンレス鋼、アルミ合金、コンクリート、FRP、鋳物、チタンなど多岐にわたり、目的や意匠によって使い分けられている。国道や高速道路に使われる8 - 12mの照明柱は、一般構造用炭素鋼（SS400)に溶融亜鉛めっき（JIS H8641-1999 2種 HDZ55)の表面処理を施した物が一般的である。橋梁部では荷重軽減を目的に、また海浜地区では塩害対策のためにアルミ合金製の照明柱を用いる事もある。ステンレス製品は高価だが、表面の光沢が美しいのでデザイン柱に用いられる事が多い。チタン製品は材料・製造コストともに莫大である為、採用される事は稀である。